# Інабе (Міє)

Іна́бе (яп. いなべ市, いなべし, МФА: [inabe ɕi̥]?) — місто в Японії, в префектурі Міє. Розташоване в північній частині префектури, у верхній течії річки Інабе, у межигір'ї хребтів Йоро і Судзука.   Виникло на основі сільських поселень раннього нового часу. Отримало статус міста 2003 року. Площа становить 219,58 км². Станом на 1 серпня 2011 року населення складало 45 707  осіб, густота населення — 208 осіб/км².  Основою економіки є сільське господарство, металургія, лісова промисловість, комерція.  В місті розташовані руїни замок Ямаґуті, ущелина Уґа, монастир Ґьоджюн. 

## Відомі люди
- Юджі Нішіда (нар. 2000, Інабе) — японський волейболіст[2].